# Линц (Муреш)
Линц (рум. Linț) насеље је у Румунији у округу Муреш у општини Кецани. Oпштина се налази на надморској висини од 384 m.

## Становништво
Према подацима из 2002. године у насељу је живело 2 становника.